# 28日後
《28日後》（英語：28 Days Later）是一部於2002年上映的英國災難片，由丹尼·鮑伊執導，安德魯·麥當勞監製，亞力克斯·嘉蘭編劇。主演包括基利安·墨菲、娜奧米·哈里斯、諾恩·賀力及布蘭頓·葛利森。約翰·墨菲作曲。電影於2002年11月1日在英國上映。

## 劇情
英國某深夜，一群維護動物權益人士闖入劍橋靈長類動物研究所，欲釋放在裏面用作醫學研究的黑猩猩。維權人士無視研究員作出「黑猩猩已感染兇惡病毒」的警告，釋放了一隻黑猩猩。該隻黑猩猩隨即襲擊並感染了在場的維權人士及研究員。
28天後，快遞吉姆（基利安·墨菲 飾演）在倫敦一座廢棄的醫護中心從昏迷中甦醒。困惑的他，不停的在病房和走廊徘徊，想看看其他人都在哪裡。上街察看後，卻發現整個倫敦市已空空如也，彷彿已遭遇到一場神祕大屠殺。進入教堂後，卻發現成堆的屍體躺在地板上，一陣突如其來的嘈雜聲，牧師突然出現並攻擊吉姆，吉姆立刻嚇得奪門而出，驚慌又不知道到底發生了什麼事的吉姆，被一群「感染者」追殺。這時，兩名生還者的出現拯救了吉姆，莎倫娜（娜奧米·哈里斯 飾演）和馬克（諾恩·賀力 飾演）他們利用汽油彈消滅了「感染者」，並把吉姆帶到他們在地下鐵的基地。並解釋感染的整個狀況，說這種病毒經由血液傳染，全英國的人幾乎都染上了這種病毒，也說病毒可能已經擴散至全世界。
隔天，莎倫娜和馬克幫忙吉姆回家去找父母，卻已發現他們已服毒自殺。這時，天色已晚他們決定在這休息，但沒多久「感染者」破窗攻擊他們，「感染者」被消滅後，發現馬克已遭到咬傷，莎倫娜只好把他活活打死。沒多久，他們發現一棟大樓上有燈光，他們前往尋找是否有生還者。並找到了一對父女，法蘭克（布蘭頓·葛利森 飾演）和漢娜（梅格·伯恩斯 飾演），他們因為水快喝完了，急著在找下一個藏身的地方。法蘭克拿出錄音機並播放，聽到曼徹斯特為據地的士兵在亨利·威斯特少校（克里斯多弗·伊萊斯頓 飾演）領軍下，宣稱有辦法解決病毒感染的問題，並邀請生還者們加入他們的行列。在無計可施的情況下，他們動身往北方曼徹斯特所在的方向去。
當他們到達後，法蘭克因感染者的血液滴入眼睛而受到感染，此時一群士兵出現並擊斃了即將變異的法蘭克，眾人被士兵帶回後，才發現此處並不是單純的軍營避難所，而是個由男人統治的醜陋集中區，這裡的士兵會放出廣播吸引倖存者前來，搶走他們的食物並瓜分倖存者女性，吉姆因保護女性與另一名持反對意見的軍官被少校下令槍斃，吉姆裝死逃出後，潛入回軍營內部，在莎倫娜即將被侵犯之際挺身殺死數名士兵，並放跑軍營內部的感染者使他們與士兵互相攻擊，在把士兵與感染者通通擺脫後準備駕車另尋安全區，但想不到少校已在車上伏擊眾人，最終三人打敗了少校並驅車逃跑了。結局三人在一處鄉村內暫時居住下來，並透過縫紉布料做出求救訊號，希望能讓時不時經過的噴射機注意到自己一方。

## 演員
- 基利安·墨菲（Cillian Murphy） 飾演 吉姆
- 娜奧米·哈里斯（Naomie Harris） 飾演 莎倫娜
- 諾恩·賀力（Noah Huntley） 飾演 馬克
- 布蘭頓·葛利森（Brendan Gleeson） 飾演 法蘭克
- 梅格·伯恩斯（Megan Burns） 飾演 漢娜
- 克里斯多弗·伊萊斯頓（Christopher Eccleston） 飾演 亨利·威斯特

## 評價
爛番茄新鮮度87%，基於219條評論，平均分為7.4/10，而在Metacritic上得到73分，收穫普遍好評。

## 續集
2006年9月1日，片商正式宣布於倫敦開拍續集，且導演一職改由璜·卡洛斯·佛瑞斯納擔任，原導演丹尼·鮑伊則改任監製，電影於2007年5月11日上映。

## 外部連結
- 互联网电影数据库（IMDb）上《28日後》的资料（英文）
- AllMovie上《28天毀滅倒數》的资料（英文）
- Metacritic上《28天毀滅倒數》的資料（英文）
- 爛番茄上《28天毀滅倒數》的資料（英文）